# 싸이올
싸이올(영어: thiol) 또는 티올은 알케인에 -SH 작용기가 붙은 유기 황 화합물(organosulfur compound)이다. 황(S)이 산소(O)로 치환되면 알코올이 된다.

## 싸이올의 제조법
|                                                                                      |
| (예시) 할로알케인과 싸이오유리아(thiourea)로부터의 싸이올 제조법(preparation) 스케치 |

## 티올
티올(thiol)은 암모니아로 정제된 황화 및 술폰화 석유 기름의 혼합물로 피부병 치료에 사용되기도 한다. 이러한 유기 황 화합물(organosulfur compound)은 CoA, 시스테인(cysteine)등 물질대사에서 해독작용등과 관련해 매우 중요한 역할과 메카니즘을 보여준다.

## 같이 보기
- TCA 회로
- 황전환경로